# Polycentropus dianae
Polycentropus dianae là một loài Trichoptera trong họ Polycentropodidae. Chúng phân bố ở miền Tân bắc.